# Kashiwa Reysol
El Kashiwa Reysol (柏レイソル Kashiwa Reisoru?) es un club de fútbol japonés que juega en la J1 League. El club está ubicado en la ciudad de Kashiwa, en la prefectura de Chiba.

## Historia

### Hitachi SC (1939-1992)
El club ha comenzado su actividad en 1939 y fue fundado oficialmente en 1940 con el nombre de Hitachi, Ltd. Soccer Club, como el equipo de la empresa Hitachi. Estuvo situado inicialmente en la ciudad de Kodaira, Tokio. Fue uno de los miembros fundadores de la Japan Soccer League (JSL) en 1965 (los "Original 8"). Su mayor época de éxito se produjo en la década de 1970, cuando ganó la Liga en 1972 y la Copa del Emperador en 1972 y 1975.
En el año 1986 se trasladó a la ciudad de Kashiwa, en la prefectura de Chiba, sin embargo, les costó adaptarse a su nueva sede. Por ello, y para evitar problemas deportivos, Hitachi decidió no inscribirse en la primera temporada de la J. League. Pasó a formar parte de la Japan Football League (llamada la "antigua JFL", categoría semiprofesional) y consiguió debutar en la J. League la temporada de 1995.

### Kashiwa Reysol (1993-actualidad)
El club pasó a ser profesional, contrató a jugadores como Careca y decidió cambiar su nombre por el de Kashiwa Reysol en 1993. El nombre Reysol surge de la unión de las palabras en idioma español, rey y sol, y refleja el hecho de que el club es originalmente de Hitachi, cuyo nombre está asociado con el sol en japonés.
En sus primeras temporadas deambuló en las posiciones intermedias de la tabla. A fines de los años 1990, contrató a Hristo Stoichkov de la selección de fútbol de Bulgaria, y a Hong Myung-bo de la de Corea. En 1999 ganó la Copa J. League y obtuvo dos terceras posiciones consecutivas en las temporadas 1999 y 2000 de la J1 League, llegando a ser en la temporada 2000, el equipo con más puntos en la clasificación general (no ganó la Liga debido al formato de campeonato de aquella temporada).
A partir de 2002 empeoró sus clasificaciones, terminando en los puestos bajos, hasta que terminó descendiendo a la J2 League en la temporada 2005. Tras una profunda renovación, logró ascender a la temporada siguiente terminando segundo.
Volvería a descender otra vez en 2009, para recupear, de nuevo, un año después la categoría. Para la temporada 2011 el equipo dirigido por Nelsinho Baptista empezó con una serie de buenos resultados con jugadores de talentos como Hiroki Sakai, Junya Tanaka, Jorge Wágner y Leandro Domingues, lo que lo llevó a no salir en toda la temporada de los tres primeros puestos. El 3 de diciembre de 2011 consiguió el título de la J1 League, siendo el primer club recién ascendido en ser el campeón de Japón. Jugó la Mundial de clubes de 2011, donde obtuvo un cuarto puesto.
Desde 2010 hasta 2014, el club ganó seis títulos diferentes durante cinco temporadas consecutivas: la J2 League en 2010, la J1 League en 2011, la Copa del Emperador y la Supercopa en 2012, la Copa J. League en 2013 y la Copa Suruga Bank en 2014.

## Datos del club
Actualizado el 19 de diciembre de 2020

### En la primera división
- Temporadas en J1 League (1993-actualidad): 23
- Temporadas en JSL Division 1 (1965-1991/92): 24
- Mejor puesto en la primera división: 1º (1972, 2011)
- Peor puesto en la primera división: 17º (2018)

### En la segunda división
- Temporadas en J2 League (1999-actualidad): 3
- Temporadas en la antigua JFL (1992-1998): 3
- Temporadas en JSL Division 2 (1972-1991/92): 3
- Mejor puesto en la segunda división: 1º (1990/91, 2010, 2019)
- Peor puesto en la segunda división: 5º (1993)

## Uniforme
El color principal de Kashiwa Reysol es el amarillo, como la luz del sol que se basa en el nombre del club "Reysol". El color de la camiseta es amarillo-negro (llamado Aurinegro) que recuerda a Peñarol o Borussia Dortmund. El Reysol es el único club de la primera división del país que viste de amarillo-negro.

## Estadio
El campo de fútbol de Kashiwa Reysol donde disputa sus partidos como local es el Estadio Hitachi Kashiwa, llamado Estadio Sankyo Frontier Kashiwa tras un acuerdo de patrocinio, y también conocido popularmente como "Hitachidai" por su domicilio. El estadio se inauguró en 1985, con capacidad para albergar hasta 15.900 espectadores, césped natural, y enfocado exclusivamente en la práctica del fútbol.

## Jugadores

### Jugadores en préstamo
| Prestados | Prestados | Prestados | Prestados | Prestados | Prestados     |
| N.º       | Nac.      | Pos.      | Nombre    | Edad      | Último equipo |
| --------- | --------- | --------- | --------- | --------- | ------------- |

### Jugadores destacados
| Japón - Wagner Lopes - Hiroki Sakai - Tomokazu Myōjin - Junya Ito - Takahiro Shimotaira - Tomohiro Katanosaka - Naoya Kondo - Yuta Minami - Masakatsu Sawa - Hideaki Kitajima - Junya Tanaka - Hirokazu Goshi CAF - Michael Olunga | AFC - Hong Myung-Bo - Park Dong-Hyuk UEFA - Hristo Stoichkov CONMEBOL - Leandro Domingues - Jamelli - Careca - Müller - Jorge Wágner - Bruno Roque de Sousa - Antônio Wagner de Moraes (1996) |

## Entrenadores
| Entrenador           | País       | Periodo                   |
| -------------------- | ---------- | ------------------------- |
| Tokue Suzuki         | Japón      | 1965                      |
| Masayoshi Miyazaki   | Japón      | 1966                      |
| Kotaro Hattori       | Japón      | 1967-69                   |
| Hidetoki Takahashi   | Japón      | 1970-76                   |
| Takato Ebisu         | Japón      | 1977-78                   |
| Mutsuhiko Nomura     | Japón      | 1979-81                   |
| Yoshiki Nakamura     | Japón      | 1982-84                   |
| Yoshikazu Nagaoka    | Japón      | 1985-89                   |
| Hiroyuki Usui        | Japón      | 1989-92                   |
| Yoshitada Yamaguchi  | Japón      | 1993                      |
| Zé Sérgio            | Brasil     | 1993 (Interino)           |
| Yoshitada Yamaguchi  | Japón      | 1993                      |
| Zé Sérgio            | Brasil     | 1994-95                   |
| Antoninho            | Brasil     | Julio de 1995             |
| Nicanor              | Brasil     | 1996-97                   |
| Akira Nishino        | Japón      | 1998-01                   |
| Steve Perryman       | Inglaterra | 2001-02                   |
| Tomoyoshi Ikeya      | Japón      | Agosto 2002 (Interino)    |
| Marco Aurélio        | Brasil     | 2002-03                   |
| Tomoyoshi Ikeya      | Japón      | 2004                      |
| Hiroshi Hayano       | Japón      | Julio de 2004             |
| Nobuhiro Ishizaki    | Japón      | 2006-08                   |
| Shinichiro Takahashi | Japón      | 2009                      |
| Masami Ihara         | Japón      | Julio 2009-13 (Asistente) |
| Nelsinho Baptista    | Brasil     | Julio 2009-14             |
| Tatsuma Yoshida      | Japón      | 2015                      |
| Milton Mendes        | Brasil     | 2016                      |
| Takahiro Shimotaira  | Japón      | Marzo 2016-18             |
| Nozomu Kato          | Japón      | Mayo de 2018              |
| Ken Iwase            | Japón      | Noviembre de 2018         |
| Nelsinho Baptista    | Brasil     | 2019-                     |

## Récord
| Temp. | Div. | Equ. | Pos. | Asistencia | Copa J. League   | Copa del Emperador | AFC CL           | FIFA CWC  |
| ----- | ---- | ---- | ---- | ---------- | ---------------- | ------------------ | ---------------- | --------- |
| 1995  | J1   | 14   | 12   | 16.102     | –                | 2.ª ronda          | –                | –         |
| 1996  | J1   | 16   | 5    | 13.033     | Semifinal        | 4ª Ronda           | –                | –         |
| 1997  | J1   | 17   | 7    | 8.664      | Cuartos de final | Cuartos de final   | –                | –         |
| 1998  | J1   | 18   | 8    | 9.932      | Fase de grupos   | 4ª Ronda           | –                | –         |
| 1999  | J1   | 16   | 3    | 10.122     | Campeón          | Semifinal          | –                | –         |
| 2000  | J1   | 16   | 3    | 10.037     | 2.ª ronda        | 4ª Ronda           | –                | –         |
| 2001  | J1   | 16   | 6    | 12.477     | 2.ª ronda        | 3ª Ronda           | –                | –         |
| 2002  | J1   | 16   | 12   | 11.314     | Cuartos de final | 3ª Ronda           | –                | –         |
| 2003  | J1   | 16   | 12   | 10.873     | Fase de grupos   | 4ª Ronda           | –                | –         |
| 2004  | J1   | 16   | 16   | 10.513     | Fase de grupos   | 4ª Ronda           | –                | –         |
| 2005  | J1   | 18   | 16   | 12.492     | Fase de grupos   | 5ª Ronda           | –                | –         |
| 2006  | J2   | 13   | 2    | 8.328      | –                | 4ª Ronda           | –                | –         |
| 2007  | J1   | 18   | 8    | 12.967     | Fase de grupos   | 4ª Ronda           | –                | –         |
| 2008  | J1   | 18   | 11   | 12.308     | Fase de grupos   | Finalista          | –                | –         |
| 2009  | J1   | 18   | 16   | 11.738     | Fase de grupos   | 3ª Ronda           | –                | –         |
| 2010  | J2   | 19   | 1    | 8.098      | –                | 4ª Ronda           | –                | –         |
| 2011  | J1   | 18   | 1    | 11.917     | 1.ª ronda        | 4ª Ronda           | –                | 4º puesto |
| 2012  | J1   | 18   | 6    | 13.768     | Semifinal        | Campeón            | Octavos de final | –         |
| 2013  | J1   | 18   | 10   | 12.553     | Campeón          | 4ª Ronda           | Semifinal        | –         |
| 2014  | J1   | 18   | 4    | 10.715     | Semifinal        | 3ª Ronda           | –                | –         |
| 2015  | J1   | 18   | 10   | 10.918     | Cuartos de final | Semifinal          | Cuartos de final | –         |
| 2016  | J1   | 18   | 8    | 10.728     | Fase de grupos   | Octavos de final   | –                | –         |
| 2017  | J1   | 18   | 4    | 11.820     | Fase de grupos   | Semifinal          | –                | –         |
| 2018  | J1   | 18   | 17   | 11.298     | Semifinal        | 3ª Ronda           | Fase de grupos   | –         |
| 2019  | J2   | 22   | 1    | 9.471      | Fase de grupos   | 3ª Ronda           | –                | –         |

Leyenda
- Temp. = Temporada
- Div. = División
- Equ. = Cantidad de equipos
- Pos. = Posición en la temporada

## Rivalidades
Derbi de Chiba
Este derbi enfrenta a los dos clubes más importantes de la prefectura de Chiba, el Kashiwa Reysol y el JEF United Chiba. El primero enfrentamiento fue en 1941 en la antigua liga regional de Kanto, como el partido entre Hitachi SC y Furukawa Electric SC. Desde entonces, los dos clubes siempre han disputado en la misma categoría: All Japan Works Football Championship (1948-1964), JSL (1965-1992) y J. League (1993-actualidad). Los dos clubes se disputan anualmente la Chibagin Cup (Copa Chiba Bank), un torneo amistoso de pretemporada celebrado desde 1995.
Derbi de Gyokuyō
Otra gran rivalidad histórica existe entre el Kashiwa Reysol y el Urawa Reds desde la era de la JSL (1965-). Hoy en día, ambos se ubican vecinos prefectorales, es decir, Chiba y Saitama, y el enfrentamiento se llama el derbi de Gyokuyō (玉葉ダービー, "el derbi de Saitama-Chiba"). Gyokuyō proviene del nombre de puente sobre el río Edo que constituye la frontera entre Chiba y Saitama. Al mismo tiempo, es un derbi emocionante porque también existe gran rivalidad geográfica entre las dos prefecturas, disputando la tercera posición en la región de Kanto después de Tokio y Kanagawa.
Otros
Además, a veces figuran el Kashima Antlers, el FC Tokyo y el Omiya Ardija, aunque ninguno de estos enfrentamientos califica como clásico o derbi.

## Palmarés

### Torneos nacionales
- JSL Division 1 (hasta 1992) / J1 League (2): 1972, 2011
- JSL Division 2 (hasta 1992) / J2 League (3): 1990/91, 2010, 2019
- Copa del Emperador (3): 1972, 1975, 2012
- Copa JSL (hasta 1991) / Copa J. League (3): 1976, 1999, 2013
- Supercopa de Japón (1): 2012
- All Japan Works Football Championship (hasta 1964, reorganizado en la JSL) (2): 1958, 1960
- All Japan Inter-City Football Championship (hasta 1964, reorganizado en la JSL) (1): 1963

### Torneos internacionales
- Copa Suruga Bank (1): 2014